# Ruud Heus
Ruud Heus (ur. 24 lutego 1961 w Hoorn) – holenderski piłkarz, grający na pozycji obrońcy.

## Kariera klubowa
Zawodową karierę rozpoczął w sezonie 1982/1983 w AZ Alkmaar. Jego zawodnikiem był do roku 1986, grając tym czasie w 84 spotkaniach i zdobywając 3 bramki. Następnie przez 10 sezonów występował w Feyenoordzie, gdzie rozegrał 144 spotkania i zdobył 8 goli. Następnie przez jeden sezon ponownie grał w AZ Alkmaar, gdzie zakończył karierę piłkarską.

## Kariera trenerska
Po przejściu na emeryturę trenował kilka klubów i amatorskich zespołów młodzieżowych.